# Jirí Mádl
Jiří Mádl (České Budějovice, 23 ottobre 1986) è un attore cinematografico, regista e sceneggiatore ceco.

## Biografia
I suoi film più famosi sono The Confidant, Colette, Snowboarders, The Can, Waking Up Yesterday, Night Owls e The Play. Ha inoltre recitato in progetti internazionali come Borgia, Interlude a Praga o Berlin eins.
Nel 2014 ha debuttato come regista e sceneggiatore con il film Pojedeme k moři (Andiamo al mare), che ha vinto premi in tutto il mondo.Il suo secondo film è On the Roof / Na střeše (2019).
Jiří Mádl è l'attore più giovane che abbia mai ricevuto il Globo di Cristallo per la miglior parte maschile al Festival internazionale del cinema di Karlovy Vary.

## Carriera
È membro della European Film Academy e del consiglio di drammaturgia dell´International Film Festival for Children and Youth in Zlin.

## Attività di beneficenza
Nel 2017 ha fondato ArteFond, che sostiene finanziariamente dei bambini con talento artistico, provenienti dagli orfanotrofi.
Dal 2009, insieme al fratello Jan Mádl, organizza nella propria città natale (České Budějovice) delle partite di calcio per beneficenza. Da molti anni è il promoter della Giornata per l'oncologia infantile nella Repubblica Ceca e da molto tempo sostiene e promuove il centro di Arpida di České Budějovice.

## Altre attività
Nell'aprile del 2010, Jiří Mádl, ha partecipato insieme a Martha Issova e Petr Zelenka ad uno spot pubblicitario politicamente orientato verso i giovani, che ha suscitato molte polemiche online e sui blog personali.
Jiří Mádl è, inoltre, uno dei fondatori di Hugo Bike, che progetta scooter elettrici di design, ma nel 2016 ha ceduto la sua parte.
Nel 2018, con Tomáš Jindříšek e Radek Špicar, ha fondato il progetto europeo di dati inoltre, da quell'anno è un azionista di OutdoorTrip.

## Filmografia

### Cinema
- Ulovit miliardáře, regia di Tomáš Vorel (2009)
- Vejška, regia di Tomáš Vorel (2014)